# Lagonda 3.5-Litre
La Lagonda 3.5-Litre è un'automobile prodotta dalla casa automobilistica britannica Lagonda dal 1934 al 1935 in 81 esemplari. Sostituì la Lagonda 3-Litre (1928) e venne sostituita dalla Lagonda 2.6-Litre.

## Storia
Il modello aveva un motore da 3.619 cm³ di cilindrata a sei cilindri con distribuzione a valvole in testa. Dai primi esemplari della 3-Litre, sua antenata, ereditò il telaio, che era lo stesso utilizzato sulla Lagonda 14/60 versione 2 Litre Speed Model. Poi, quando la 3-Litre cambiò il telaio, quest'ultimo fu adottato anche dalla 3.5-Litre. In totale, di 3.5-Litre, ne furono prodotti 81 esemplari. È stata prodotta in versione berlina quattro porte e turismo due porte, con la prima che era a quattro posti e la turismo che era una 2+2.